# Flügel-Seeampfer

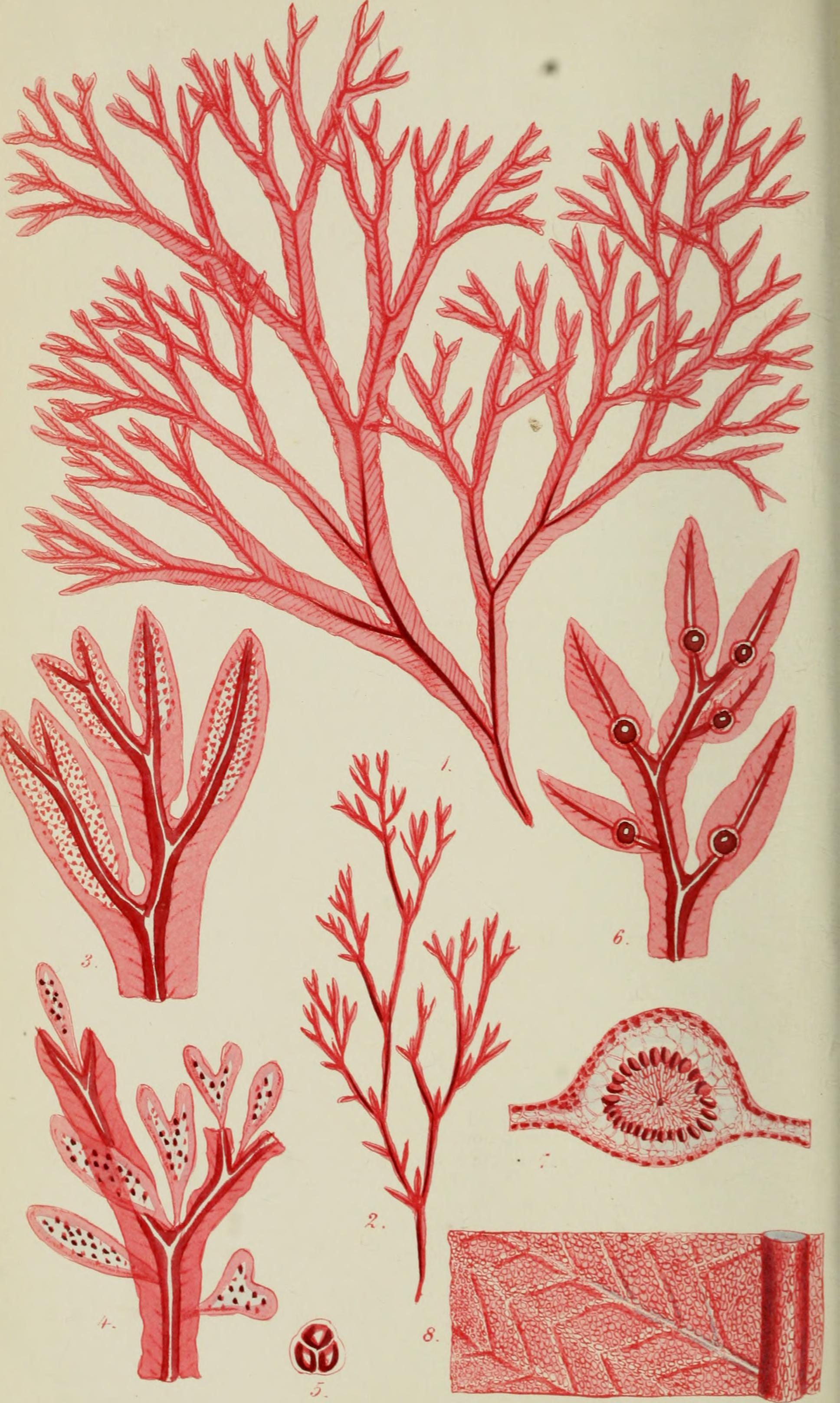
Flügel-Seeampfer, Illustration,
links mit Tetrasporangien, rechts mit Zystokarpien

Der Flügel-Seeampfer (Membranoptera alata), gelegentlich auch Roter Hautflügeltang genannt, ist eine Art der Rotalgen. Sie kommt an den Küsten des Nord- und Nordost-Atlantiks sowie der Nordsee und Ostsee vor.

## Beschreibung
Der Flügel-Seeampfer ist mit einer Haftscheibe mit Randlappen am Untergrund festgewachsen. Daraus entspringen dichte Büschel von hellroten bis dunkel-braunroten, bandförmigen Thallusabschnitten. Sie werden bis 20 cm lang und 1 bis 4 (selten 8–12) mm breit und sind stark und unregelmäßig verzweigt, teilweise auch fast gabelig. Sie besitzen eine kräftige Mittelrippe und sind beidseitig mit einer einschichtigen zarten Blattfläche geflügelt. An der Basis oder an älteren Exemplaren kann dieser Saum fehlen, so dass der Thallus dort stielartig wirkt. Auf der Thallusfläche sind bei ausgewachsenen Algen schwache Seitenadern zu erkennen. Der Thallusrand ist glatt, die Abschnitte enden stumpf, abgerundet-gelappt oder schief zangenartig geteilt.

## Entwicklungszyklus
Die Alge ist mehrjährig, nur die Mittelrippen überwintern. Ab Januar/Februar sprossen aus den nackten Achsen junge hellrote Thallusbänder. Die Zystokarpien der Gametophyten werden auf besonderen kleinen Blättchen oder direkt an der Mittelrippe frischer Thalli gebildet. Auf den Tetrasporophyten entwickeln sich die Sporangien an jungen schmalen Triebspitzen beiderseits der Mittelrippe. Ab August beginnen die Blattsäume wieder zu degenerieren.

## Vorkommen
Der Flügel-Seeampfer ist an den Küsten des Nord- und Nordost-Atlantiks von Island bis zur französischen Atlantikküste verbreitet und ist dort eine häufige Art. Auch an den nordatlantischen Küsten von Nordamerika wurde er nachgewiesen. In der Deutschen Bucht kommt er am Helgoländer Felssockel vor, außerdem in der westlichen und östlichen Ostsee.
Er besiedelt das Gebiet von der unteren Gezeitenzone bis zum Sublitoral unterhalb der Niedrigwasserlinie. Dort wächst er auf Steinen oder als Epiphyt auf größeren Algen, beispielsweise auf den Stielen von Palmentang (Laminaria hyperborea).

## Systematik
Die wissenschaftliche Erstbeschreibung erfolgte 1762 durch William Hudson unter dem Namen Fucus alatus (in: Flora anglica, S. 472). 1809 stellte John Stackhouse die Art in die Gattung Membranoptera, deren Typusart Membranoptera alata ist.
Synonyme sind Fucus alatus Hudson, Delesseria alata (Hudson) J.V.Lamouroux, Hypophylla alata (Hudson) Stackhouse, Sphaerococcus alatus (Hudson) Wahlenberg, Hypoglossum alatum (Hudson) Kützing sowie die heterotypischen Synonyme Fucus alatus var. angustissimus Turner, Delesseria alata var. angustissima (Turner) C.Agardh, Delesseria alata var. dilatata (Turner) C.Agardh, Delesseria angustissima (Turner) A.W.Griffiths ex Harvey, Hypoglossum angustissimum (Turner) Kützing, Pteridium angustissimum (Turner) J.Agardh, Membranoptera angustissima (Turner) Kuntze, Hydrolapatha angustissima (Turner) Kuntze und Pantoneura angustissima (Turner).